# CE Carroi
Club Esportiu Carroi is een Andorrese voetbalclub uit de hoofdstad Andorra la Vella. De club werd in 2014 opgericht en is vernoemd naar de bergtop Pic de Carroi (2317 meter). 

## Geschiedenis
De club werd opgericht als jeugdacademie en begon in 2015 ook met een seniorenteam in de Segona Divisió. In het seizoen 2015/16 eindigde CE Carroi direct als tweede en mocht promotie-degradatiewedstrijden spelen tegen de nummer zeven van de Primera Divisió FC Encamp. Carroi had in de eerste ontmoeting een niet speelgerechtigde speler opgesteld waardoor Encamp op het hoogste niveau bleef. In het seizoen 2018/19 eindigde CE Carroi wederom als tweede en versloeg nu FC Lusitanos in de play-offs. Hierdoor speelt de club in het seizoen 2019/20 voor het eerst op het hoogste niveau. In 2024 verloor de club de promotie-/degradatiewedstrijden van FC Rànger's en degradeerde zodoende naar het tweede niveau.

## Eindklasseringen vanaf 2016
| 2 |

| ? |

| 3 |

| 2 |

| 7 |

| 7 |

| 8 |

| 4 |

| 9 |

| 1 |

| Primera Divisió | Segona Divisió |

Atlètic Club d'Escaldes ·
CE Carroi ·
CF Esperança d'Andorra ·
FC Santa Coloma ·
Inter Club d'Escaldes ·
FC Ordino ·  
FC Pas de la Casa ·
Penya Encarnada d'Andorra ·
FC Rànger's ·
UE Santa Coloma